# Orocó
Orocó este un oraș în Pernambuco (PE), Brazilia.